# Neoscona oaxacensis
Neoscona oaxacensis là một loài nhện trong họ Araneidae.
Loài này thuộc chi Neoscona. Neoscona oaxacensis được Eugen von Keyserling miêu tả năm 1864.

## Hình ảnh

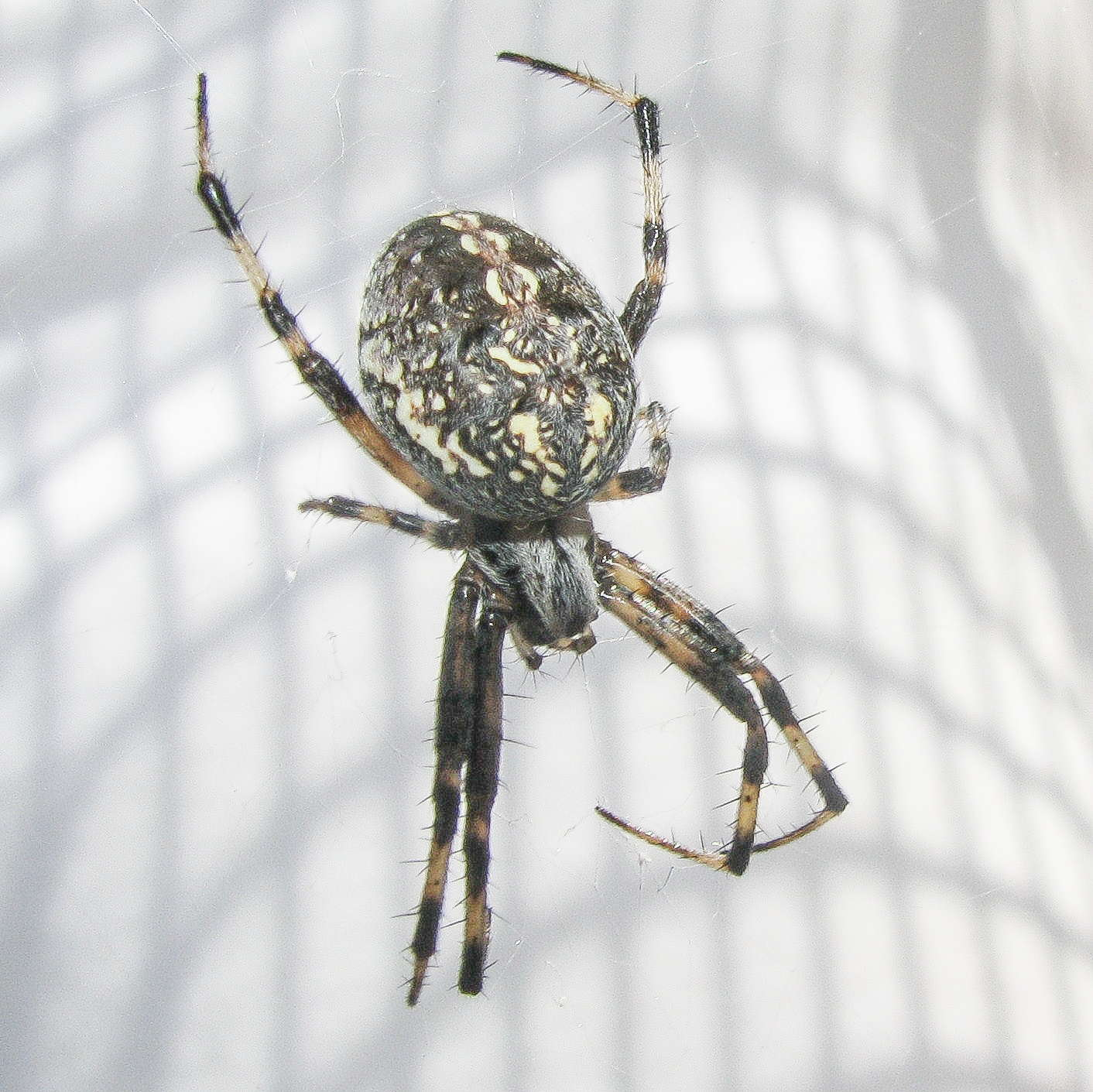
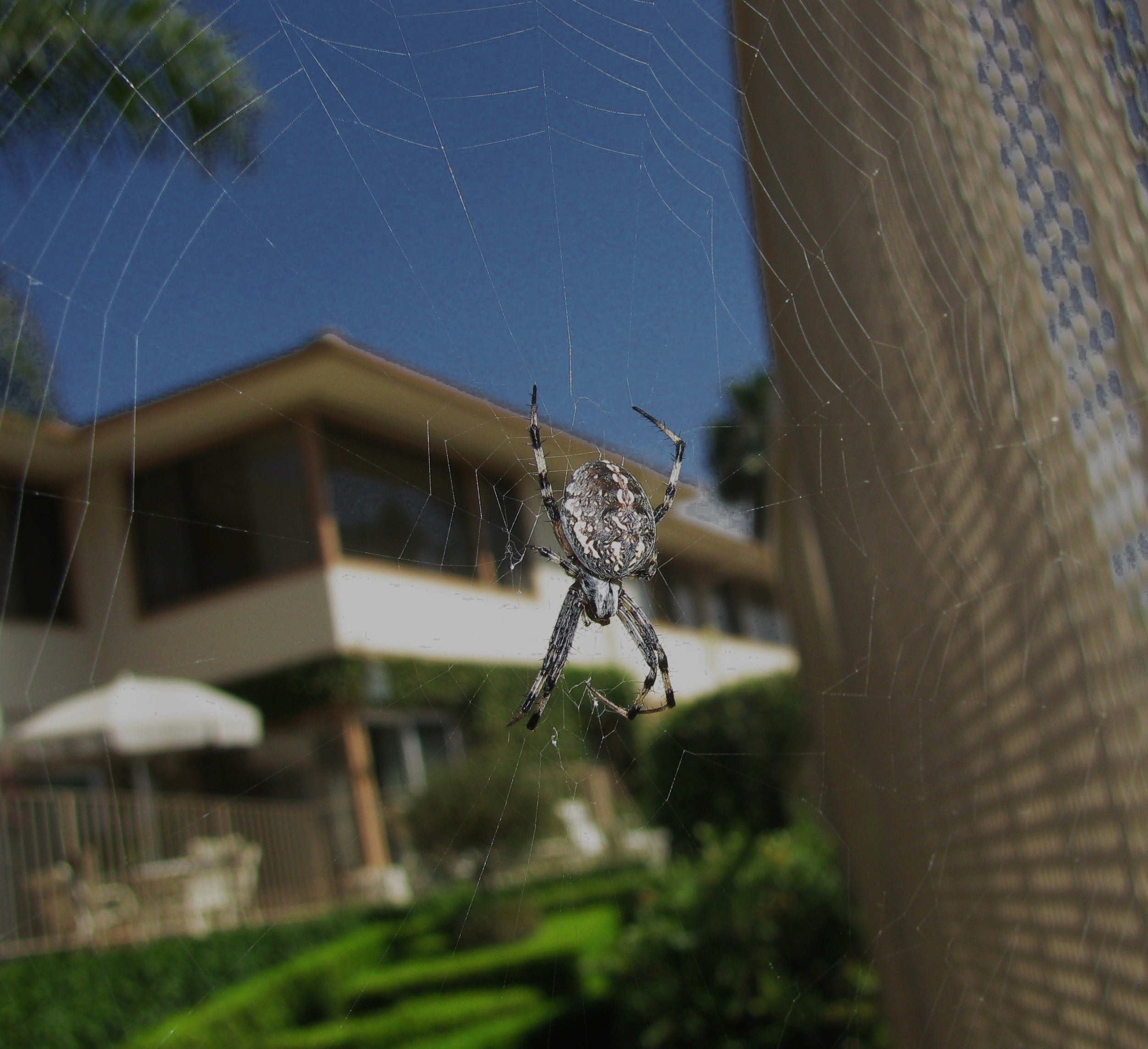
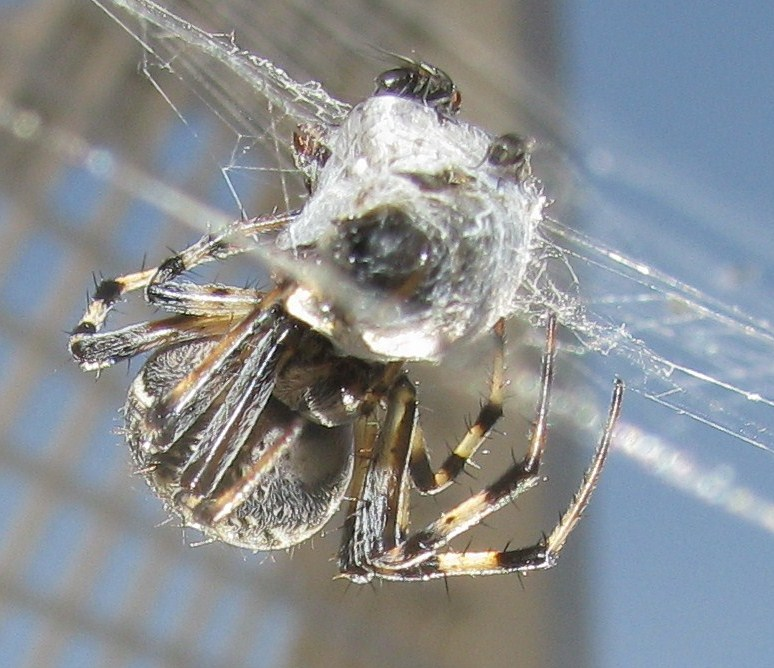